# Masataka Matsutōya
Masataka Matsutōya ou Matsutoya, Matsutouya (松任谷正隆, Matsutōya Masataka, né le 19 novembre 1951 à Tokyo) est un producteur de musique japonais, auteur et compositeur, arrangeur, musicien (claviers), réputé dans son pays. Il est notamment l'époux et producteur de la chanteuse à succès Yumi Matsutōya, ex-Yumi Arai, qui prend son nom à leur mariage en 1976. Il a aussi joué en tant qu'acteur dans quelques films et drama, et a présenté plusieurs émissions de télévision et de radio, dont FUN de 1998 à 2004. Passionné de voitures, il écrit sur le sujet dans des magazines spécialisés.

## Musiques de film
- 1981 : The Aimed School (ja)  (ねらわれた学園, Nerawareta gakuen?) de Nobuhiko Ōbayashi
- 1983 : The Girl Who Leapt Through Time (時をかける少女, Toki o kakeru shōjo?) de Nobuhiko Ōbayashi